# Bajcsy-Zsilinszky út
Bajcsy-Zsilinszky út – stacja metra w Budapeszcie na Linii M1. Oddana do użytku została w roku 1896. Stacja nosi nazwę Bajcsy-Zsilinszky út i leży przy alei o tej samej nazwie. Duży ruch stacja zawdzięcza bliskości Bazyliki św. Stefana i Alei Andrássyego. Położona jest 3 m pod ziemią, wygląd stacji przypomina klasyczny wystrój żółtej linii budapeszteńskiego metra. Następne stacje to: Deák Ferenc tér i Opera.